# Trichosalpinx wilhelmii
Trichosalpinx wilhelmii är en orkidéart som beskrevs av Carlyle August Luer. Trichosalpinx wilhelmii ingår i släktet Trichosalpinx och familjen orkidéer. Inga underarter finns listade i Catalogue of Life.